# Montmurat
Montmurat est une commune française, située dans le département du Cantal en région Auvergne-Rhône-Alpes.

## Géographie
La commune de Montmurat est située à la pointe sud-ouest du Cantal, et se trouve ainsi limitrophe des départements du Lot et de l'Aveyron. Bâti sur un promontoire, qui constitue un relief calcaire entre les vallées du Lot et du Célé, le bourg de Montmurat, de par son sol et sa végétation, évoque le Quercy tout proche.

### Communes limitrophes
|                 | Saint-Santin-de-Maurs      |                        |
| Montredon (Lot) | Montmurat                  | Saint-Santin (Aveyron) |
|                 | Livinhac-le-Haut (Aveyron) |                        |

### Climat
Pour des articles plus généraux, voir Climat d'Auvergne-Rhône-Alpes et Climat du Cantal.
En 2010, le climat de la commune est de type climat océanique altéré, selon une étude du CNRS s'appuyant sur une série de données couvrant la période 1971-2000. En 2020, Météo-France publie une typologie des climats de la France métropolitaine dans laquelle la commune est exposée à un climat de montagne ou de marges de montagne et est dans la région climatique  Ouest et nord-ouest du Massif Central, caractérisée par une pluviométrie annuelle de 900 à 1 500 mm, maximale en automne et en hiver. 
Pour la période 1971-2000, la température annuelle moyenne est de 12,3 °C, avec une amplitude thermique annuelle de 15,8 °C. Le cumul annuel moyen de précipitations est de 1 048 mm, avec 11,1 jours de précipitations en janvier et 6,8 jours en juillet. Pour la période 1991-2020, la température moyenne annuelle observée sur la station météorologique de Météo-France la plus proche, « Saint-Constant »sur la commune de Saint-Constant-Fournoulès à 7 km à vol d'oiseau, est de 12,7 °C et le cumul annuel moyen de précipitations est de 1 058,4 mm,. Pour l'avenir, les paramètres climatiques de la commune estimés pour 2050 selon différents scénarios d'émission de gaz à effet de serre sont consultables sur un site dédié publié par Météo-France en novembre 2022.

## Urbanisme

### Typologie
Au 1er janvier 2024, Montmurat est catégorisée commune rurale à habitat très dispersé, selon la nouvelle grille communale de densité à 7 niveaux définie par l'Insee en 2022.
Elle est située hors unité urbaine et hors attraction des villes,.

### Occupation des sols
L'occupation des sols de la commune, telle qu'elle ressort de la base de données européenne d’occupation biophysique des sols Corine Land Cover (CLC), est marquée par l'importance des territoires agricoles (88,9 % en 2018), en augmentation par rapport à 1990 (80,2 %). La répartition détaillée en 2018 est la suivante : 
prairies (59,8 %), zones agricoles hétérogènes (29,1 %), milieux à végétation arbustive et/ou herbacée (8,6 %), forêts (2,5 %). L'évolution de l’occupation des sols de la commune et de ses infrastructures peut être observée sur les différentes représentations cartographiques du territoire : la carte de Cassini (XVIIIe siècle), la carte d'état-major (1820-1866) et les cartes ou photos aériennes de l'IGN pour la période actuelle (1950 à aujourd'hui).

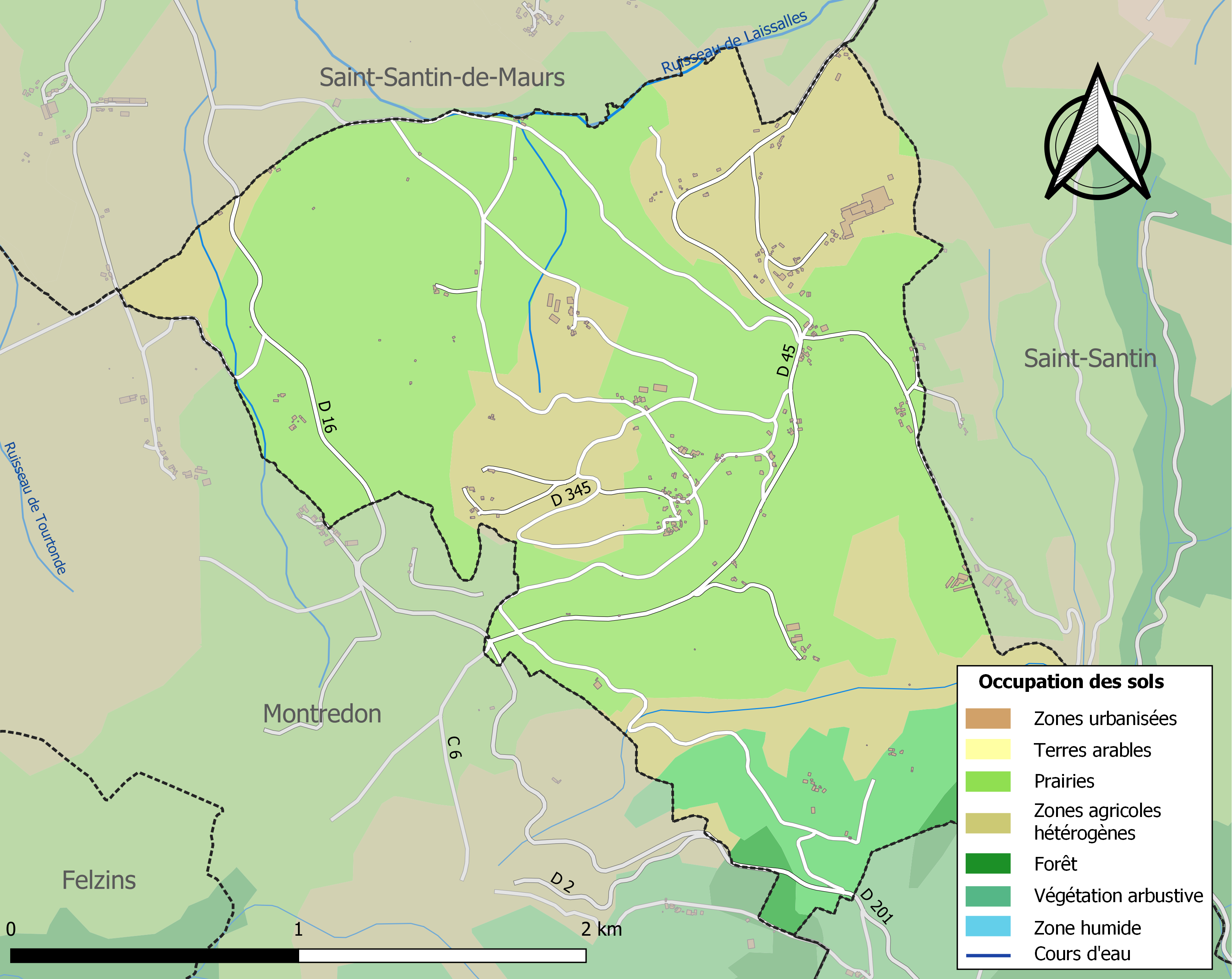
Carte des infrastructures et de l'occupation des sols de la commune en 2018 (CLC).

### Habitat et logement
En 2018, le nombre total de logements dans la commune était de 99, alors qu'il était de 92 en 2013 et de 87 en 2008.
Parmi ces logements, 63,2 % étaient des résidences principales, 19,4 % des résidences secondaires et 17,4 % des logements vacants. Ces logements étaient pour 95,9 % d'entre eux des maisons individuelles et pour 4,1 % des appartements.
Le tableau ci-dessous présente la typologie des logements à Montmurat en 2018 en comparaison avec celle du Cantal et de la France entière. Une caractéristique marquante du parc de logements est ainsi une proportion de résidences secondaires et logements occasionnels (19,4 %) inférieure à celle du département (20,4 %) mais supérieure à celle de la France entière (9,7 %). Concernant le statut d'occupation de ces logements, 71 % des habitants de la commune sont propriétaires de leur logement (73,3 % en 2013), contre 70,4 % pour le Cantal et 57,5 pour la France entière.
| Typologie                                               | Montmurat | Cantal | France entière |
| ------------------------------------------------------- | --------- | ------ | -------------- |
| Résidences principales (en %)                           | 63,2      | 67,7   | 82,1           |
| Résidences secondaires et logements occasionnels (en %) | 19,4      | 20,4   | 9,7            |
| Logements vacants (en %)                                | 17,4      | 11,9   | 8,2            |

## Histoire
Montmurat avait un château immense situé sur une hauteur, pillé à la Révolution et fini de démonter au XIXe siècle, il reste un site avec une vue grandiose, un puits d'une profondeur de 34 mètres et des souterrains.
'Montmurat', littéralement mont muré, a donné son nom à une famille noble qui s'est fondue dans celle de Lentilhac. L'origine du nom est discutée, elle pourrait être latine et viendrait de Monte Mirato qui veut dire le mont d’où l'on voit. Le bac de Livinhac, déjà mentionné en 925 par le cartulaire de Conques, appartenait aux seigneurs de Montmurat, il franchissait le Lot à l’endroit où se situait le pont suspendu. Montmurat n'a pas toujours appartenu à la Haute-Auvergne, puisqu'en 936 il était dit in pago Ruthenico avec  Saint-Constant, mais sa seigneurie a toujours relevé de la vicomté de Carlat.
Dans la Chronologie du Quercy Médiévale, on note en 1095 que le pape Urbain II excommunie les seigneurs de Montmurat et Felzins qui s'étaient emparés de biens appartenant à l’Église.
En dehors du château haut (castelsoubro) (castèl sobran) de Montmurat, il y avait un château bas (catelsutro) (castèl sotran) dont la seigneurie appartenait à Sybille de Panat, veuve d'Arnaud de Barasc, seigneur de Béduer, qui l'a donnée en 1268 à sa fille Aygline de Barasc, qui a épousé Guibert de Felzins, auteur de la famille de Felzins-Montmurat.
On découvrit en 1803 une grotte sépulcrale sur un monticule inculte appelé Puech de Rozier.
La découverte d'une caverne renfermant des ossements eut lieu en 1840 sur le milieu du plateau de la garenne. * Publications de la Commission des Souterrains et Excavations Artificielles de France 1919.

## Politique et administration
| Période                                  | Période    | Identité         | Étiquette | Qualité |
| ---------------------------------------- | ---------- | ---------------- | --------- | ------- |
| Les données manquantes sont à compléter. |            |                  |           |         |
| mars 2001                                | avril 2014 | Gilbert Domergue |           |         |
| avril 2014                               | 2020       | Patrick Le Ray   | DVD       |         |
| 2020                                     | En cours   | Gilbert Domergue |           |         |

## Démographie
L'évolution du nombre d'habitants est connue à travers les recensements de la population effectués dans la commune depuis 1793. Pour les communes de moins de 10 000 habitants, une enquête de recensement portant sur toute la population est réalisée tous les cinq ans, les populations de référence des années intermédiaires étant quant à elles estimées par interpolation ou extrapolation. Pour la commune, le premier recensement exhaustif entrant dans le cadre du nouveau dispositif a été réalisé en 2006.

En 2022, la commune comptait 134 habitants, en stagnation par rapport à 2016 (Cantal : −1,08 %, France hors Mayotte : +2,11 %).
| 1793 | 1800 | 1806 | 1821 | 1831 | 1836 | 1841 | 1846 | 1851 |
| ---- | ---- | ---- | ---- | ---- | ---- | ---- | ---- | ---- |
| 260  | 261  | 359  | 413  | 423  | 410  | 385  | 368  | 393  |

| 1856 | 1861 | 1866 | 1872 | 1876 | 1881 | 1886 | 1891 | 1896 |
| ---- | ---- | ---- | ---- | ---- | ---- | ---- | ---- | ---- |
| 366  | 369  | 350  | 342  | 366  | 402  | 364  | 403  | 396  |

| 1901 | 1906 | 1911 | 1921 | 1926 | 1931 | 1936 | 1946 | 1954 |
| ---- | ---- | ---- | ---- | ---- | ---- | ---- | ---- | ---- |
| 343  | 333  | 330  | 287  | 274  | 243  | 224  | 170  | 181  |

| 1962 | 1968 | 1975 | 1982 | 1990 | 1999 | 2006 | 2011 | 2016 |
| ---- | ---- | ---- | ---- | ---- | ---- | ---- | ---- | ---- |
| 146  | 136  | 142  | 148  | 116  | 133  | 151  | 131  | 134  |

| 2021 | 2022 | - | - | - | - | - | - | - |
| ---- | ---- | - | - | - | - | - | - | - |
| 134  | 134  | - | - | - | - | - | - | - |

## Culture locale et patrimoine

### Lieux et monuments
Le bourg de Montmurat, juché sur son promontoire, constitue en lui-même un site remarquable. Le sentier qui contourne l'église Sainte-Marie depuis la place du village offre une vue panoramique saisissante sur les vallées du Lot et du Célé, ainsi que, par temps clair, sur les volcans d'Auvergne en arrière-plan. Si vous parvenez à faire abstraction du pylône haute tension dont l'incongruité le dispute à l'insolence, vous garderez de cette étape le souvenir de perspectives magnifiques. Si vous avez le choix, montez à Montmurat au soir du 14 juillet. Le spectacle des feux d'artifice qui illuminent chaque coin de l'horizon, de Rodez à Aurillac, à 50 km à la ronde, vaut le détour.[non neutre]
La grotte de Croquepèse, située à la carrière "les chaux de Montmurat" et découverte lors de l’exploitation du site, a été explorée le 8 juillet 1984 par une équipe de spéléologues du Trioulou.